# V Cumbre Suramericana
La V Cumbre Suramericana, fue la quinta cumbre en su tipo, fue celebrada en Cochabamba , Bolivia los días 8 y 9 de diciembre de 2006.
En la cumbre se acordó crear una Comisión de altos funcionarios con la misión de asegurar la implementación de las decisiones presidenciales, que funcionará desde el año entrante en Río de Janeiro con el apoyo de una secretaría pro tempore.
Los acuerdos a que se arribó tras dos días de debates fueron suscritos por los mandatarios de Bolivia, Brasil, Chile, Guayana, Paraguay, Perú, Uruguay y Venezuela, el vicepresidente de Argentina Daniel Scioli, el de Ecuador Carlos Serrano, la canciller de Colombia María Consuelo Araújo y el embajador de Surinam Robby Ramlakhan.

## Naciones participantes
- Daniel Scioli
- Evo Morales
- Lula da Silva
- María Consuelo Araújo
- Michelle Bachelet
- Alfredo Palacio
- Bharrat Jagdeo
- Nicanor Duarte Frutos
- Alan García Pérez
- Robby Ramlakhan
- Tabaré Vázquez
- Hugo Chávez

- Datos: Q5846468
- Multimedia: 2006 South American Summit / Q5846468